# Buhigwe
Buhigwe è una circoscrizione rurale (rural ward) della Tanzania situata nel distretto di Buhigwe, regione di Kigoma. Conta una popolazione di 15 224 abitanti (censimento 2012).